# Martin Mutschmann
Martin Mutschmann (9 de março de 1879 — 14 de fevereiro de 1947) foi o líder regional nazista (Gauleiter) do estado da Saxônia (Gau Saxony) durante o tempo do Terceiro Reich.

## Biografia
Nascido em Hirschberg, no Saale, no Principado de Reuss-Gera, Alemanha, Mutschmann mudou-se enquanto era jovem com sua família para Plauen, na Saxônia. Ele trabalhou como aprendiz de bordadeira e, de 1896 a 1901, trabalhou como mestre bordador, chefe de departamento e diretor de depósito em fábricas de rendas e linho em Plauen, Herford e Köln. Isto foi seguido pelo serviço militar de 1901-1903, após o qual ele retornou ao emprego no Plauen Lace Factyory (Plauener Spitzenfabriken). Ele estabeleceu sua própria fábrica de rendas, Mutschmann & Eisentraut, em Plauen, em outubro de 1907. Durante a Primeira Guerra Mundial, ele serviu na Frente Ocidental até ser gravemente ferido em abril de 1916. Ele foi dispensado do Exército como inapto para o serviço de campo em 24 de dezembro de 1916, depois retomando a direção de sua fábrica em Plauen. Depois da guerra, ele foi um dos primeiros participantes do Deutschvölkischer Schutz und Trutzbund, nacionalista e anti-semita. Ele foi um membro fundador da filial local (Ortsgruppe) do Partido Nacional Socialista dos Trabalhadores Alemães (NSDAP) em Plauen e fez doações pessoais de capital para o Partido Nazista.
Mutschmann perdeu seu negócio de renda na Grande Depressão. Mas ele continuou a solicitar doações de outras empresas. Suas habilidades de captação de recursos foram favorecidas pelo Partido Nazista.
Mutschmann foi nomeado Gauleiter da Saxônia em 1925. Ele manteve esta posição até o final da Segunda Guerra Mundial. Geralmente, sua atividade política concentrava-se na Saxônia, e não na Alemanha como um todo. Mutschmann estava apaixonadamente interessado na preservação das artes e ofícios saxões.
Em 30 de janeiro de 1933, depois que os nazistas chegaram ao poder, Mutschmann foi nomeado governador nazista (Reichsstatthalter) da Saxônia. Um apaixonado caçador, Ele foi o Gau-jägermeister (Caçador Mestre) da Saxônia. Ele era frequentemente acusado de estar mais interessado em seu hobby do que no bem-estar da Saxônia. O bombardeio de Dresden não deu exceção a tais acusações. Mutschmann foi acusado de não ter preparado a cidade para o terrível atentado, que ocorreu de 13 de fevereiro a 15 de fevereiro de 1945.
Em 1 de maio de 1945, Mutschmann estava em Dresden. Como o Gauleiter da Saxônia, ele insistiu que a cidade entrasse em luto público após o suicídio do ditador alemão Adolf Hitler em 30 de abril de 1945. Em 5 de maio, Mutschmann fez saber que uma ofensiva alemã em grande escala na Frente Oriental era sobre ser lançado. Dois dias depois, em 7 de maio, Mutschmann foi capturado por tropas soviéticas enquanto tentava fugir.
Mutschmann foi condenado à morte em Moscou e executado em 14 de fevereiro de 1947.

## Condecorações
- Cruz de Ferro de 1914, Segunda Classe[5]
- Distintivo de Ferido em 1918[5]
- Crachá Dourado do Partido Nazi, 1933[5]
- Medalha Anschluss, 1938[5]
- Medalha dos Sudetos, 1939[5]